# Регионална лига у рагбију 2007/08.
Регионална лига у рагбију 2007/08. (службени назив: 2007–08 Regional Rugby Championship) је било 1. издање Регионалне лиге у рагбију. Учествовало је 11 рагби клубова из Мађарске, Хрватске, Босне и Херцеговине, Србије и Словеније. Такмичење је освојила Нада из Сплита која је у финалу победила српског шампиона Победник са 47-8.

## Учесници
- Рагби клуб Нада Сплит  Хрватска
- Рагби клуб Макарска ривијера  Хрватска
- Рагби клуб Загреб  Хрватска
- Рагби клуб Победник  Србија
- Рагби клуб Дорћол  Србија
- Краљевски Београдски Рагби Клуб  Србија
- Естергом Витежек  Мађарска
- Батаји булдог  Мађарска
- Кечкемет  Мађарска
- Рагби клуб Љубљана  Словенија
- Рагби клуб Челик  Босна и Херцеговина

### Квалификациона рунда
КБРК - Батаји булдог 5-0
Загреб - Дорћол 17-3
Кечкемет - Макарска 10-24

### Четвртфинале
КБРК - Нада 24-32
Загреб - Естергом 6-13
Макарска - Победник 22-23 (после пенала)
Челик - Љубљана 15-26

### Мечеви за пето и седмо место
Загреб - КБРК 20-20
КБРК - Челик 28-8
Загреб - Челик 24-5

### Полуфинале
Победник - Љубљана 23-15
Естергом - Нада 23-29

### Меч за треће место
Љубљана - Естергом 40-17

### Финале
Нада - Победник 47-8

## Финале
| Нада Сплит | 47 – 8 | Победник |
| ---------- | ------ | -------- |
|            |        |          |

| Победник Регионалне лиге у рагбију 2007/2008. |
| --------------------------------------------- |
| Рагби клуб Нада Сплит 1. титула               |